# Marta Bechis
Marta Bechis (Torino, 4 settembre 1989) è una pallavolista italiana, palleggiatrice della Savino Del Bene.

## Carriera

### Club
Marta Bechis inizia la sua carriera pallavolista agonistica nel Lingotto di Torino, con il quale disputa due campionati di serie C tra il 2004 e il 2006.
Nella stagione 2006-07 viene acquistata dall'Asystel di Novara, schierata inizialmente sia in prima squadra come terza palleggiatrice, sia nella squadra giovanile che disputa il campionato di Serie B1. A partire dalla stagione 2008-09 passa definitivamente in prima squadra, giocando diverse gare da titolare sia ad inizio campionato prima dell'arrivo della titolare Feng Kun, sia nella seconda metà del campionato quando la cinese viene richiamata momentaneamente in patria: vince la Coppa CEV 2008-09.
Nella stagione 2009-10 viene ceduta in prestito alla neo-promossa Robur Tiboni Urbino con la quale ottiene un sorprendente quinto posto in campionato, tornando tuttavia all'Asystel già nell'annata successiva, mentre nella quella 2012-13 viene ingaggiata dal Chieri Torino e nel campionato 2013-14 dall'Imoco di Conegliano. Nell'annata 2014-15 firma per la prima volta con un club estero, andando a giocare con il Legionovia nella Liga Siatkówki Kobiet polacca.
Rientra in Italia nella stagione 2015-16, accasandosi nuovamente all'Imoco, dove tuttavia resta fino al mese di dicembre prima di trasferirsi al San Casciano, dove resta fino a metà della stagione 2017-18 quando torna a vestire la maglia dell'Imoco, sempre in Serie A1, con cui vince due scudetti e la Supercoppa italiana 2018.
Per l'annata 2019-20 si trasferisce alla VolAlto Caserta, neopromossa in massima serie dove gioca nella prima metà di stagione, prima di passare, nel gennaio 2020, alla Millenium Brescia. Per il campionato 2021-22 difende i colori del Casalmaggiore, sempre in Serie A1 mentre in quello 2022-23 è per la prima volta in carriera in Serie A2 accettando la proposta del Roma Club, con il quale vince la Coppa Italia di categoria e ottiene la promozione in Serie A1, categoria in cui milita nella stagione successiva con la stessa squadra.
Nel campionato 2024-25 si lega per qualche mese al Firenze, prima di trasferirsi negli Stati Uniti d'America, dove partecipa alla League One Volleyball 2025 con la LOVB Atlanta. È ancora in Serie A1 per la stagione 2025-26, acquistata dalla Savino Del Bene.

### Nazionale
Nel 2010 ottiene la prima convocazione in nazionale con la quale disputa alcuni tornei di preparazione più alcune partite del World Grand Prix.

## Palmarès

### Club
- Campionato italiano: 2

2017-18, 2018-19
- Supercoppa italiana: 1

2018
- Coppa di Lega: 1

2007
- Coppa Italia di Serie A2: 1

2022-23
- Coppa CEV: 1

2008-09

### Nazionale (competizioni minori)
- Piemonte Woman Cup 2010